# Svanetisch
Het Svanetisch (Svanetisch: ლუშნუ ნინ, loesjnoe nin; Georgisch: სვანური ენა, svanoeri ena) is een Kartveelse taal, die door minder dan 30.000 Svaneten gesproken wordt, een etnische subgroep van de Georgiërs in het noordwesten van Georgië.

## Verspreiding
Het Svanetisch is de moedertaal van minder dan 30.000 Svaneten, waarvan 15.000 het Opper-Svanetische dialect en 12.000 het Neder-Svanetisch spreken. Ze leven in de streek Svanetië, wat overeenkomt met de gemeenten Mestia en Lentechi, langs de bovenloop van de rivieren Engoeri en Tschenistskali. Ook werd Svanetisch gesproken in het hoge deel van de Kodorivallei langs de Kodoririvier in Abchazië, dat overeenkomt met de Georgische gemeente Azjara.
De Svaneten zijn tweetalig, ze kennen Georgisch en hun eigen taal, die samen met het Georgisch, Mingreels en Lazisch tot de vier talen van de Zuid-Kaukasische of Kartvelische taalfamilie behoort.
Georgisch · Lazisch · Mingreels · Svanetisch